# Matera
Matera es un municipio y ciudad italiana, capital de la provincia homónima, y primera ciudad de la región de Basilicata, en el sur del país (a la que a veces se nombra como Lucania). La habitan unos 60. 383 habitantes.
La ciudad se encuentra en ángulo oblicuo respecto a un cañón, que ha sido erosionado a lo largo de los años por una pequeña corriente, el Gravina. Cuenta con un casco antiguo muy particular, en el que las casas estaban excavadas en la roca caliza. «Los Sassi y el conjunto de las iglesias rupestres de Matera» fueron declarados por la Unesco Patrimonio de la Humanidad en 1993. Aparte de una economía que tradicionalmente se ha basado en la agricultura, a finales de los años 1990, el principal recurso económico de Matera, y de las ciudades que la rodean, es la producción de tapicería.
La ciudad fue, junto con la búlgara Plovdiv, Capital Europea de la Cultura en 2019.

## Historia
La región de lo que hoy es Matera ha estado habitada desde el Paleolítico. Se dice que la ciudad fue fundada por los romanos en el siglo III a. C., con el nombre de Metheola por el nombre del cónsul Quinto Cecilio Metelo.
En el año 664 Matera fue conquistada por los lombardos y se convirtió en parte del Ducado de Benevento. En los siglos VII y VIII las grutas cercanas fueron colonizadas por instituciones monásticas, tanto por los benedictinos como por los ortodoxos griegos.
Los siglos IX y X se caracterizaron por la lucha entre los sarracenos, los bizantinos y los emperadores alemanes, incluyendo a Luis II el Joven, que destruyó la ciudad. Después del establecimiento de los normandos en Apulia, Matera fue regida por Guillermo Brazo de Hierro desde 1043.
Después de un breve periodo comunal y una serie de epidemias y terremotos, la ciudad en el siglo XV se convirtió en posesión aragonesa, y fue entregada en feudo a los barones de la familia Tramontano. En 1514, sin embargo, la población se rebeló contra la opresión y mató al conde Giovanni Carlo Tramontano. En el siglo XVII, Matera fue entregada a los Orsini y luego se convirtió en parte de las Terre d'Otranto di Puglia. Más tarde fue capital de la Basilicata, una posición que mantuvo hasta 1806, cuando José Bonaparte nombró capital a Potenza.
En 1927 se convirtió en la capital de la provincia de Matera. El 2 de septiembre de 1943, los materanos se alzaron contra la ocupación alemana, siendo la primera ciudad italiana que luchó contra la Wehrmacht.
A partir de los años 1950, muchos arquitectos y urbanistas centraron su interés en Matera por su particular modo de vida. Así, nacen Serra Venerdì, el primer plan regulador de la ciudad por Luigi Piccinato, el asentamiento rural La Martella proyectado por el arquitecto Ludovico Quaroni, el distrito Spine Bianche, obra de gran relevancia arquitectónica del Neorrealismo, proyectado por Carlo Aymonino; etc.
En 2019 fue, junto con la ciudad búlgara de Plovdiv, Capital Europea de la Cultura.

## Lugares de interés

### LosSassi
Matera ha ganado fama internacional por su ciudad antigua, los «Sassi di Matera» (lo que significa «piedras de Matera»). Los sassi se originan a partir de asentamientos prehistóricos (trogloditas), y se cree que son algunos de los primeros asentamientos humanos en Italia.
Los sassi son casas excavadas en la propia roca de toba, lo que es característico de la Basilicata y Apulia. Muchas de estas «casas» son realmente sólo cavernas, y las calles en algunos lugares de los sassi a menudo se ubican en los tejados de otras casas. La ciudad antigua creció en altura en una ladera del barranco creado por un río que actualmente es un arroyo pequeño. El barranco es conocido localmente como «la Gravina». 
En los años cincuenta, el gobierno italiano desalojó a la fuerza a la mayor parte de la población de los sassi y los llevó a zonas de la ciudad moderna en desarrollo. Sin embargo, la gente siguió viviendo en los sassi, y según la guía inglesa de Fodor:

Matera es el único lugar del mundo donde la gente puede presumir de estar viviendo aún en las mismas casas que sus antepasados de hace 9.000 años.

Hasta finales de la década de 1980, esta zona estaba considerada como pobre, puesto que estas casas eran, y en la mayor parte siguen siéndolo, inhabitables. La actual administración local, sin embargo, se ha orientado más hacia el turismo, y ha promovido la regeneración de los sassi con la ayuda de la Unión Europea, el gobierno, la Unesco y Hollywood. Hoy hay muchos negocios prósperos, pubs y hoteles.
Uno de los beneficios de la ciudad antigua es que existe un gran parecido en el aspecto externo de los sassi y la de los antiguos lugares en Jerusalén y sus alrededores. Esto ha atraído a los directores de cine y a los estudios cinematogáficos.

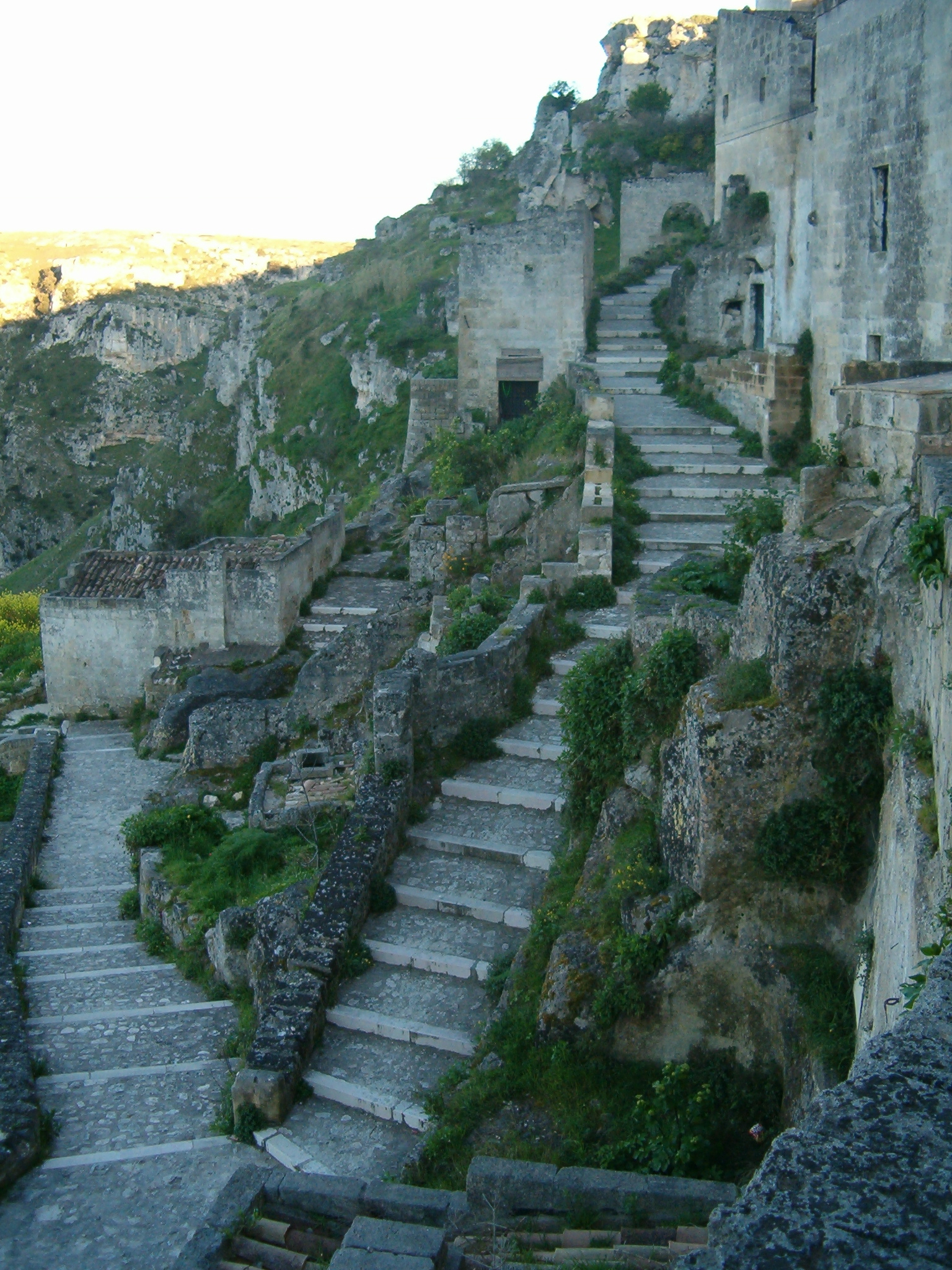
Escaleras del centro histórico de Matera
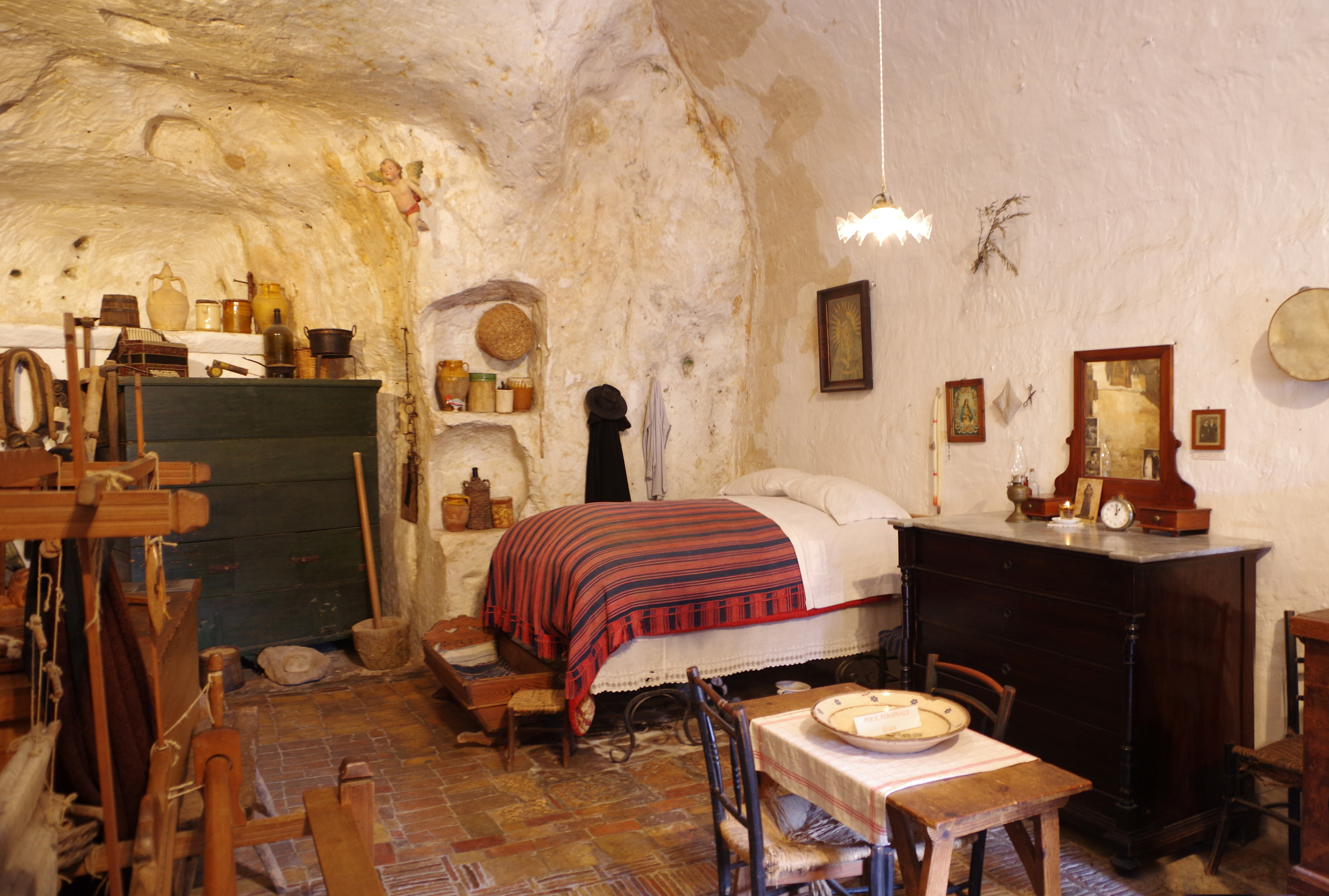
Casa Grotta
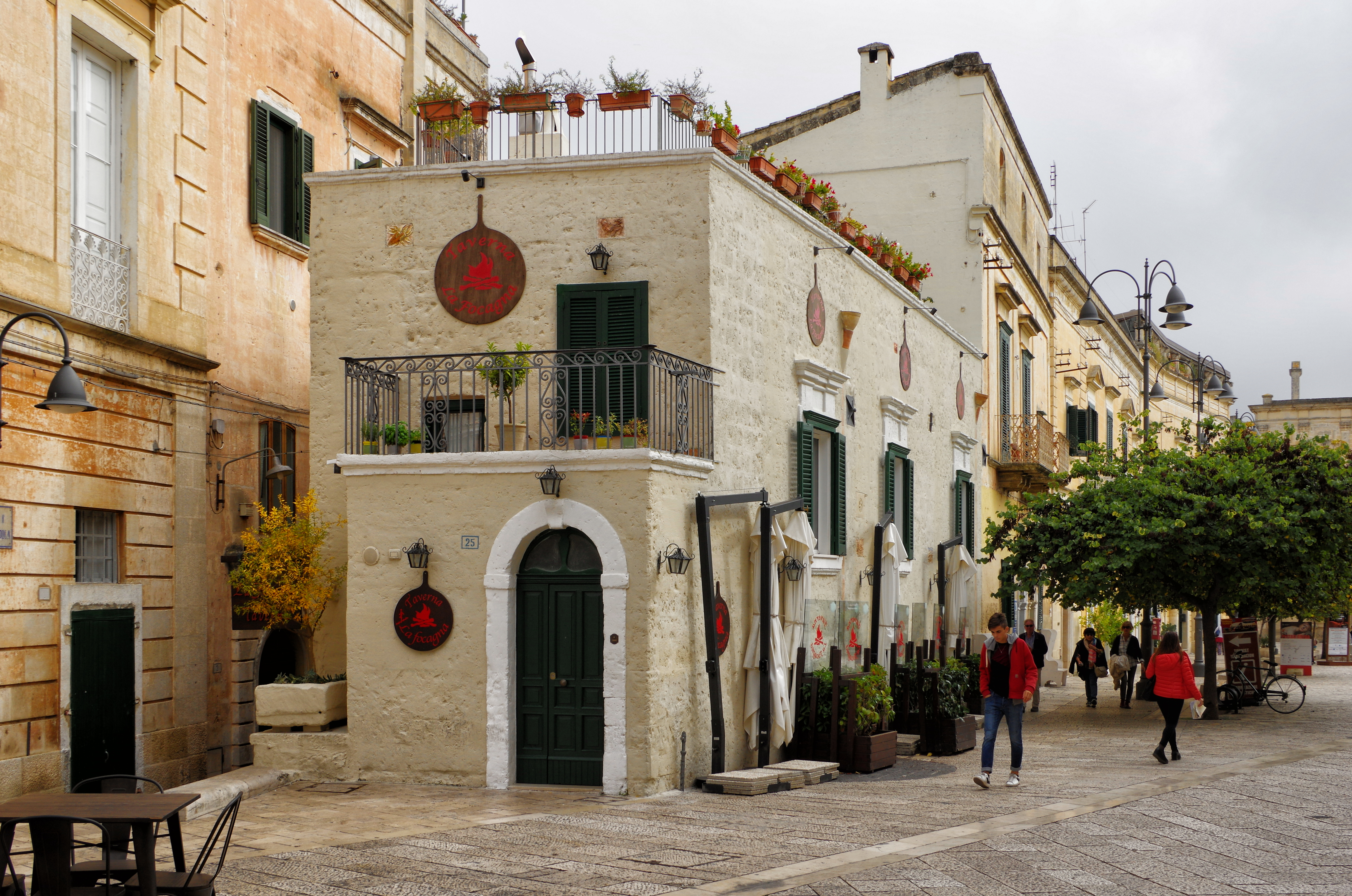
Via Ridola
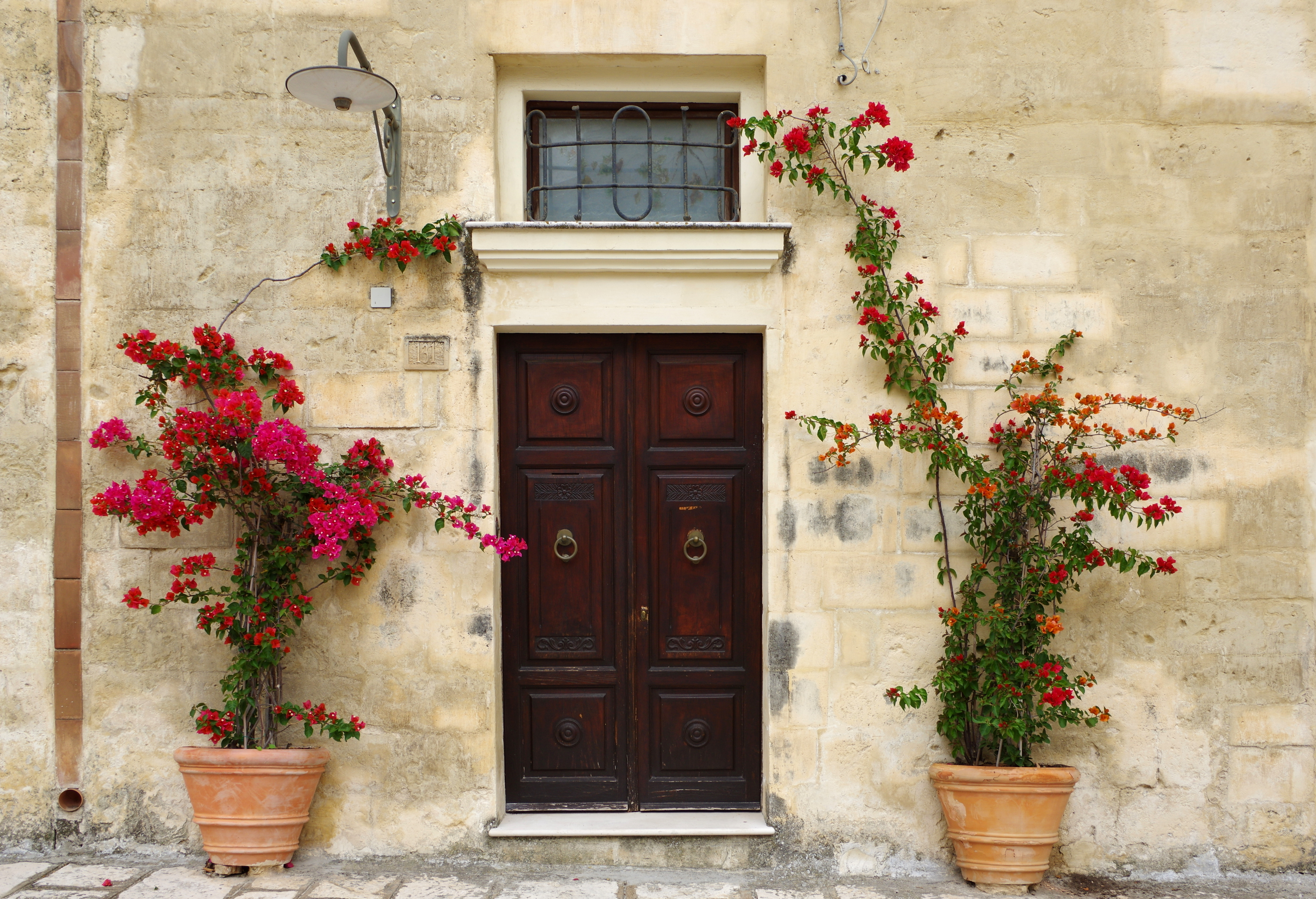
Via Bruno Buozzi

### Monasterios e iglesias
Como cualquier otra ciudad de Italia, Matera tiene una serie de iglesias. Sin embargo, en ningún otro lugar de Italia, y posiblemente incluso del mundo, puede verse un conjunto tan diverso de edificios relacionados con la fe cristiana. 

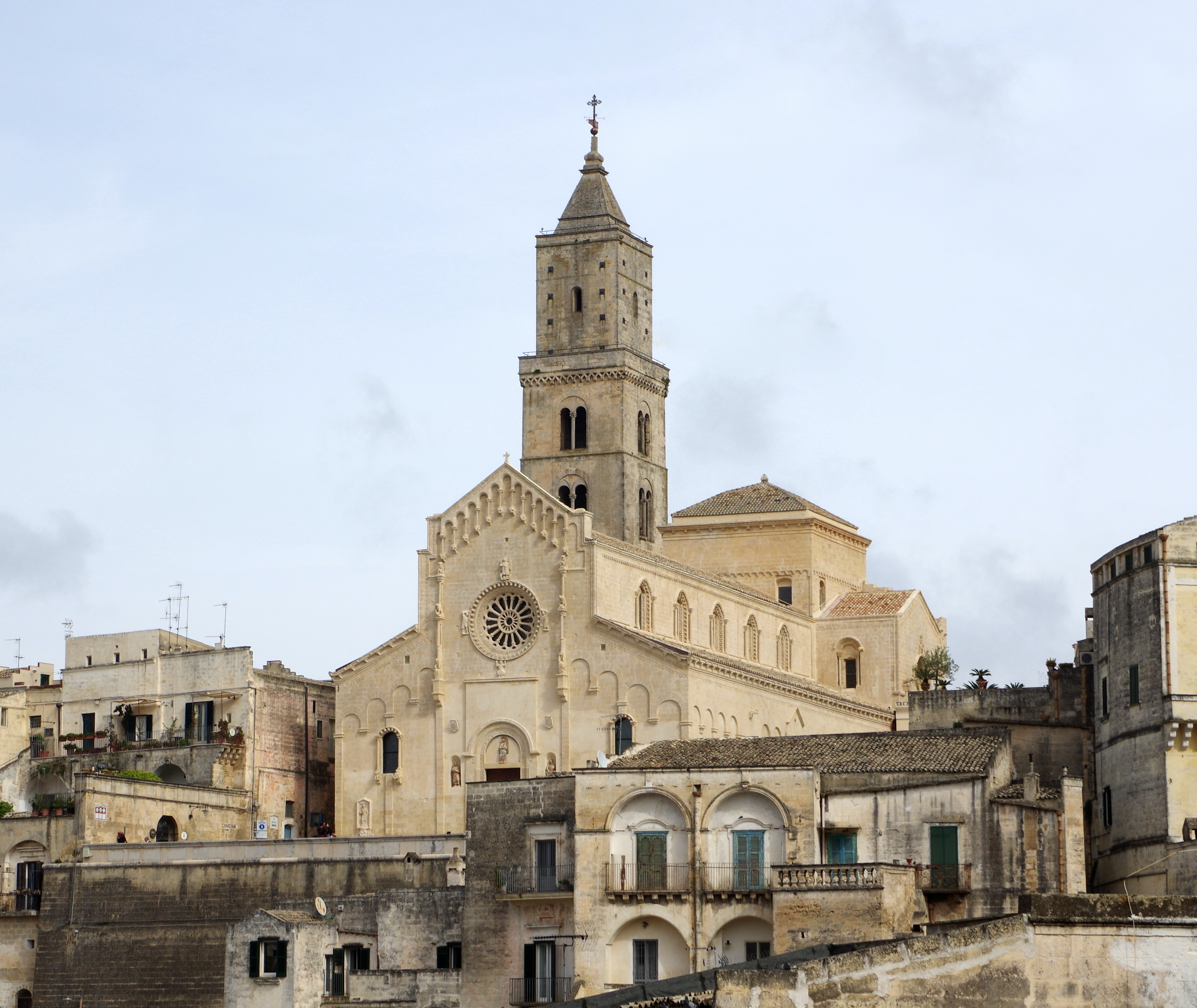
La catedral de Matera

- La catedral de Matera («Duomo», 1268-1270) es un monumento importante, y está dedicado a Santa Maria della Bruna desde 1389. Erigido en estilo arquitectónico románico apuliano, la iglesia tiene un alto campanario de 52 metros, y junto a la principal puerta hay una estatua de Maria della Bruna, apoyada por las de los santos Pedro y Pablo. Fue construida sobre una espuela en lo más alto de la civita que divide los dos sassi. El principal rasgo de la fachada es el rosetón, dividido por dieciséis columnillas. El interior tiene planta de cruz latina, con una nave y dos pasillos. La decoración es principalmente de la restauración barroca del siglo XVIII, pero recientemente se ha descubierto un fresco del siglo XIV en estilo bizantino representando el Juicio Final. Hay un cuadro anónimo del siglo XII que representa a la Madonna della Bruna, un coro tallado en madera situado en el ábside y el belén, realizado por el escultor Altobello Persio en 1534.

Hay muchas otras iglesias y monasterios que se remontan a diversos momentos de la historia del cristianismo:
- San Giovanni Battista: construida en el 1233, en estilo románico.
- San Francesco d'Assisi (siglo XIII). Se alza en conmemoración de la visita del santo a Matera en 1218. Tiene añadidos barrocos. Reconstruida casi completamente en 1670 en estilo barroco. En su interior está la antigua cripta de los santos Pedro y Pablo.

En muchos casos son iglesias rupestres (chiese rupestri), muchas sencillas, con un único altar y quizá un fresco, a menudo ubicado en el lado opuesto al barranco; otras son un complejo entramado de cavernas con amplias cámaras subterráneas, que se piensa que se usaban para meditar por parte de los monjes rupestres y cenobitas. En la ciudad y a lo largo del barranco hay alrededor de 150 pequeñas iglesias excavadas en la roca. Entre las más importantes del barrio de Sassi, están:
- Santa Lucia alle Malve, con frescos del siglo XIII.
- Convicinio di S. Antonio.
- Santa Bárbara.
- Madonna delle Virtù.[7]

Esta zona de las iglesias rupestres se encuentra incluido en el área protegida conocida como el Parco archeologico storico-naturale delle Chiese rupestri del Materano, llamado también Parco della Murgia Materana. Se trata de un parque regional de la Basilicata, creado con la Ley Regional n.º 11 de 3 de abril de 1990.
En el exterior de la ciudad, en campo abierto, está la Cripta del Peccato Originale, recientemente restaurada , con un extraordinario ciclo pictórico de frescos que cubren las paredes de la izquierda y del fondo.
Por último, el Convento di Sant'Agostino, monumento nacional italiano, está situado en el barrio Sasso Barisano y se erigió en 1593, junto con la iglesia homónima, sobre la antigua cripta rupestre de San Giuliano que se remonta al siglo XII (a veces descrita como cripta de San Guglielmo a causa de un error histórico).

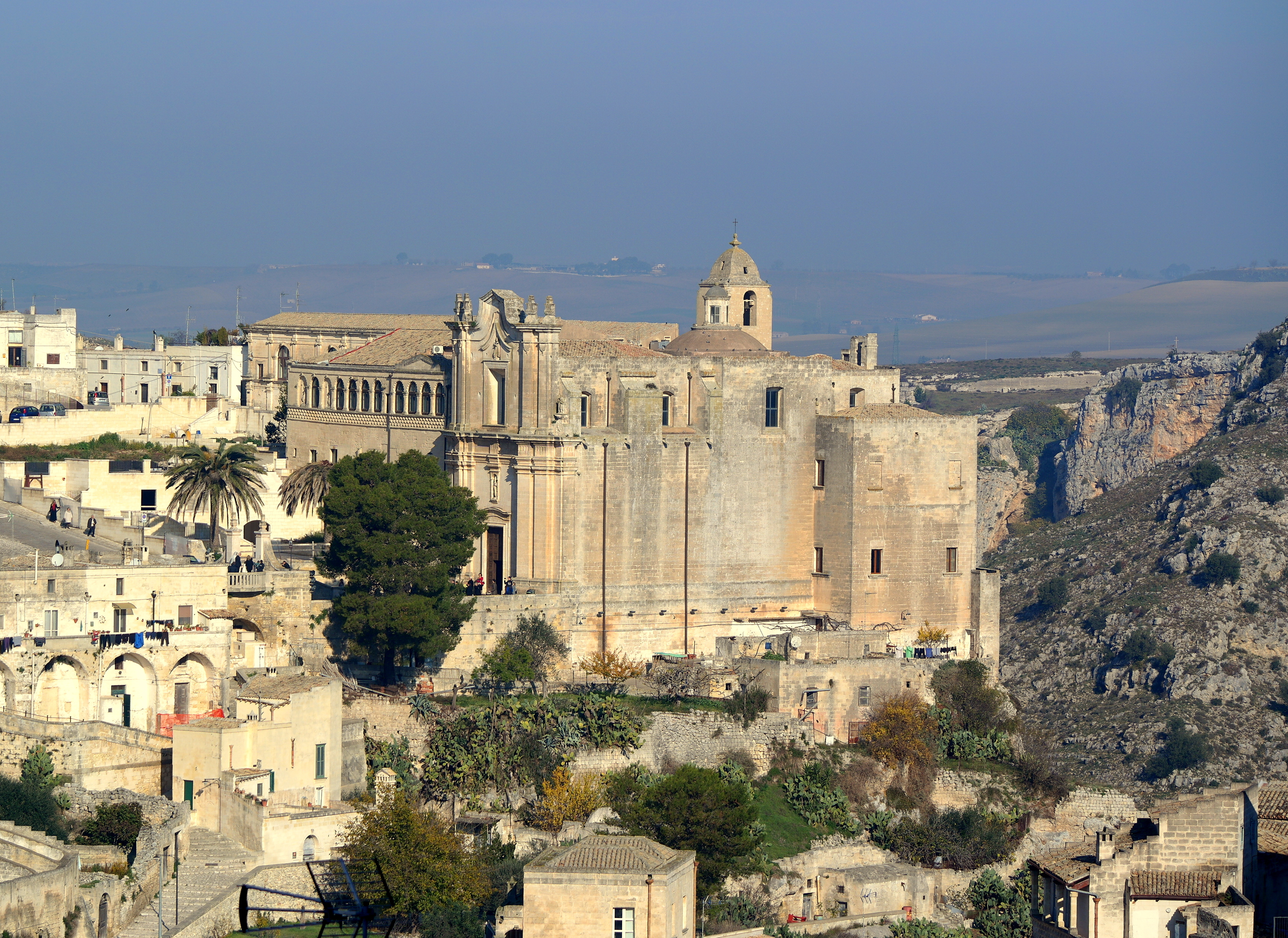
La iglesia de Sant'Agostino
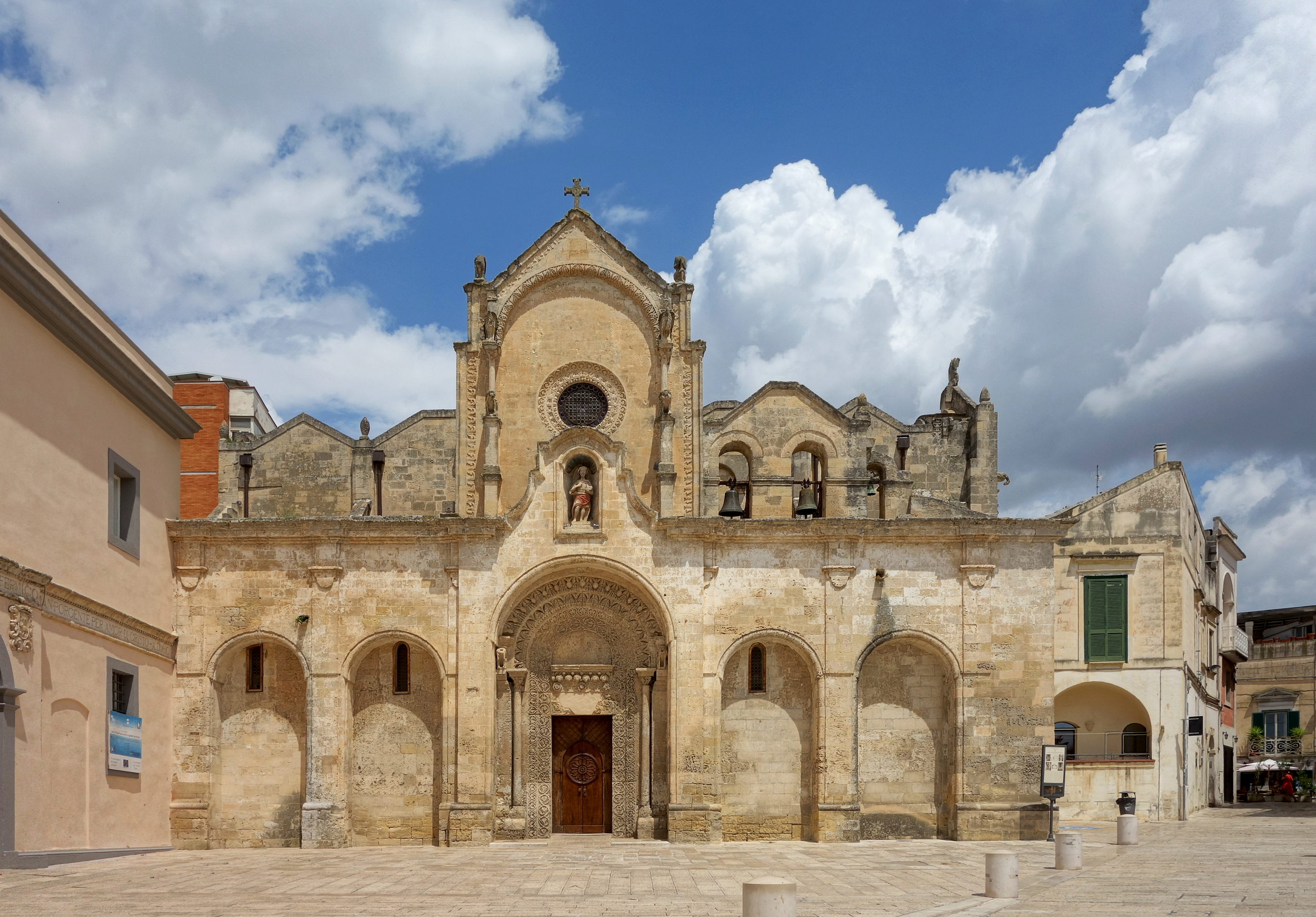
San Giovanni Battista es un destacado ejemplo de arquitectura románica en el sur de Italia
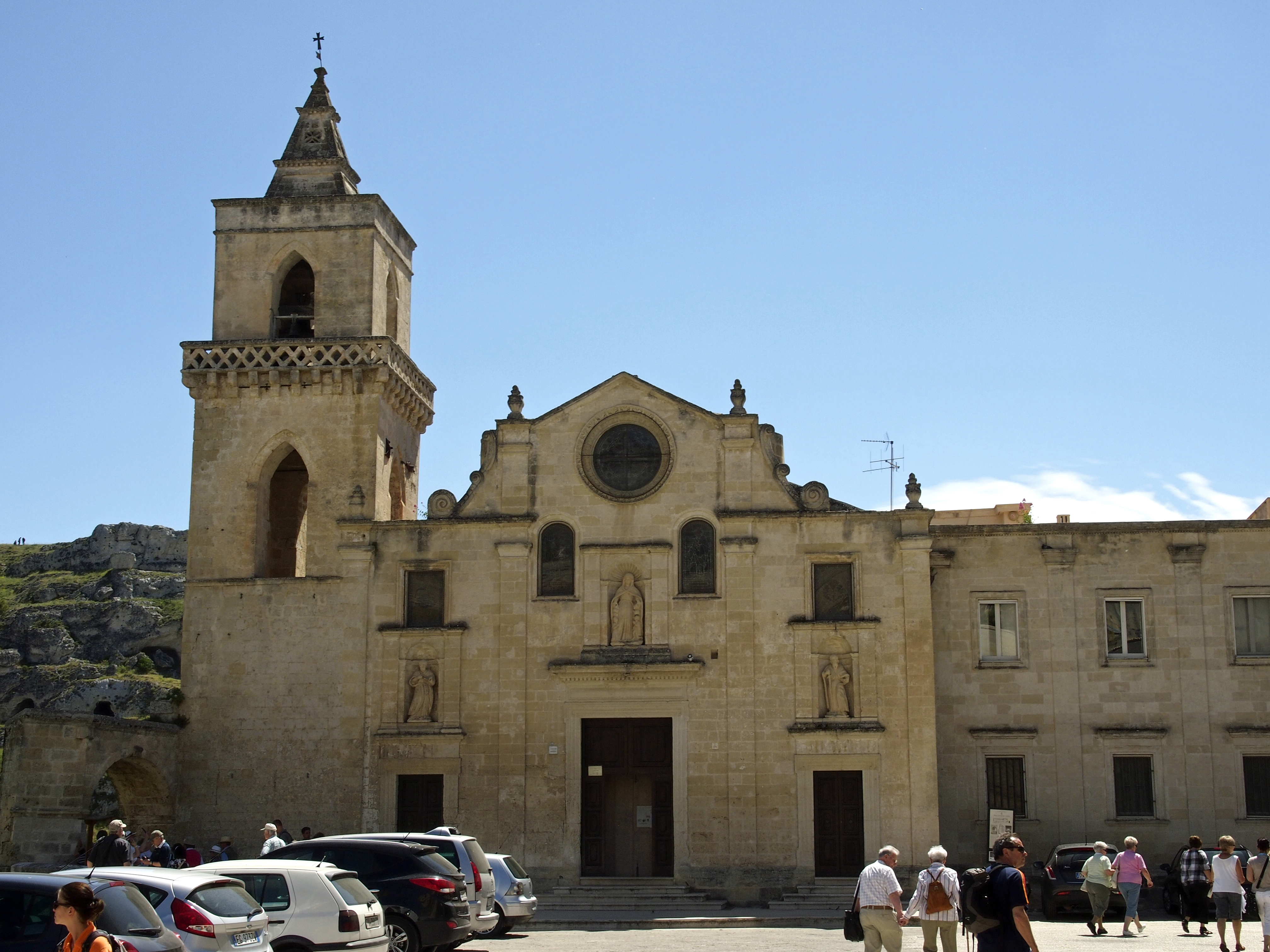
Iglesia barroca de San Pietro Caveoso
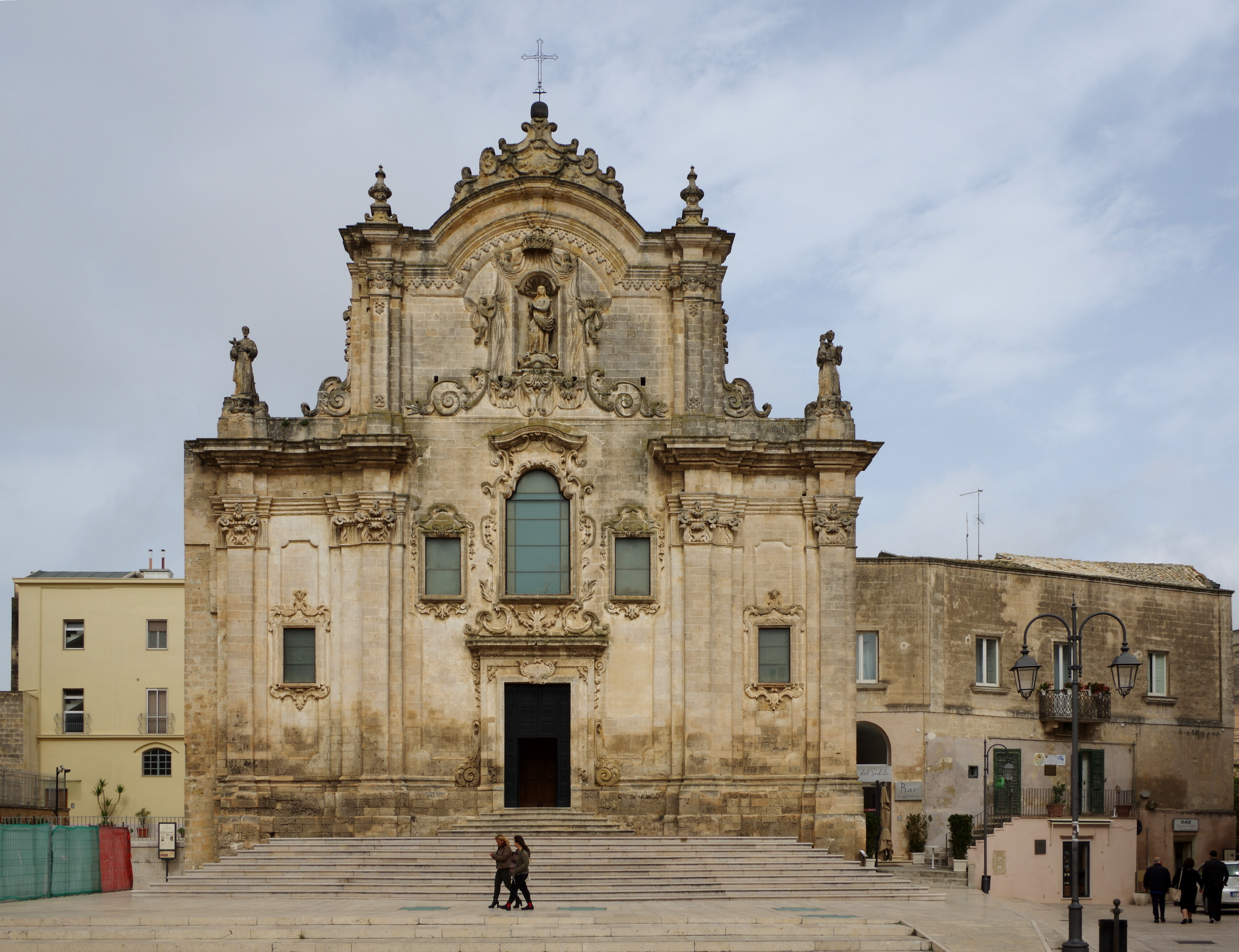
San Francesco d'Assisi

### Cisternas y recogida de agua
Matera fue construida sobre el hondo barranco de la Gravina que divide el territorio en dos zonas. Matera fue construida de tal manera que estaba escondida, pero hacía difícil proporcionar agua a sus habitantes. Los primeros pobladores invirtieron gran cantidad de energía en construir cisternas y sistemas de canales de agua.

### Otros restos antiguos
El castillo Tramontano que fue comenzado a principios del siglo XVI por Gian Carlo Tramontano, conde de Matera, es probablemente la única estructura que destaca sobre el terreno, aparte de los sassi. Sin embargo, la construcción permaneció inacabada después de su asesinato en la revuelta popular del 29 de diciembre de 1514. Tiene tres grandes torres, mientras que el diseño original probablemente incluyera un total de doce. Durante labores de restauración en la plaza principal de la ciudad, los trabajadores encontraron lo que se cree que eran los principales cimientos de otra torre del castillo. No obstante, al excavar más se descubrieron grandes cisternas romanas, completas con columnas y un techo abovedado. Completas estructuras domésticas se descubrieron, donde podía verse cómo vivía la gente de esa época. 

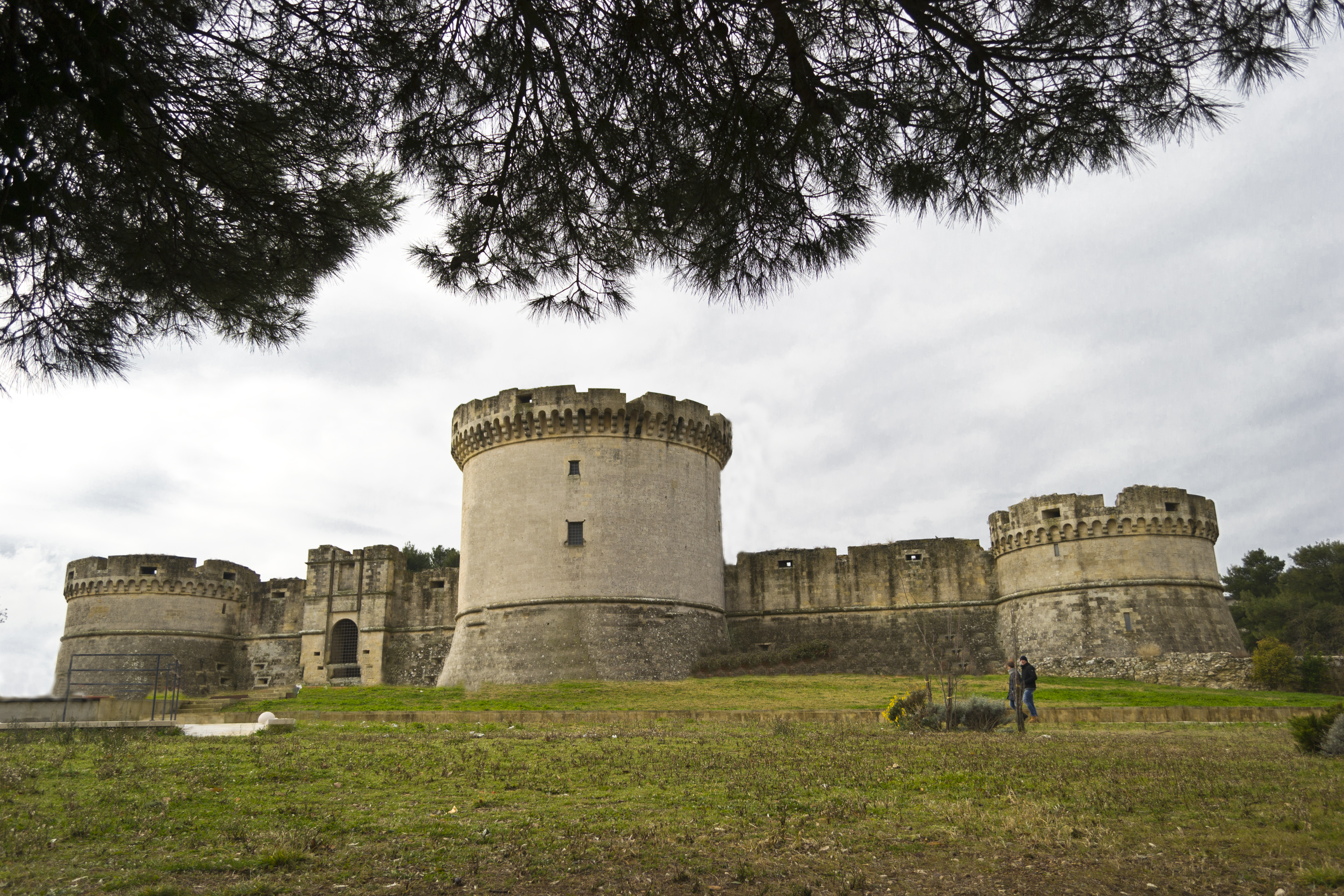
Castillo Tramontano
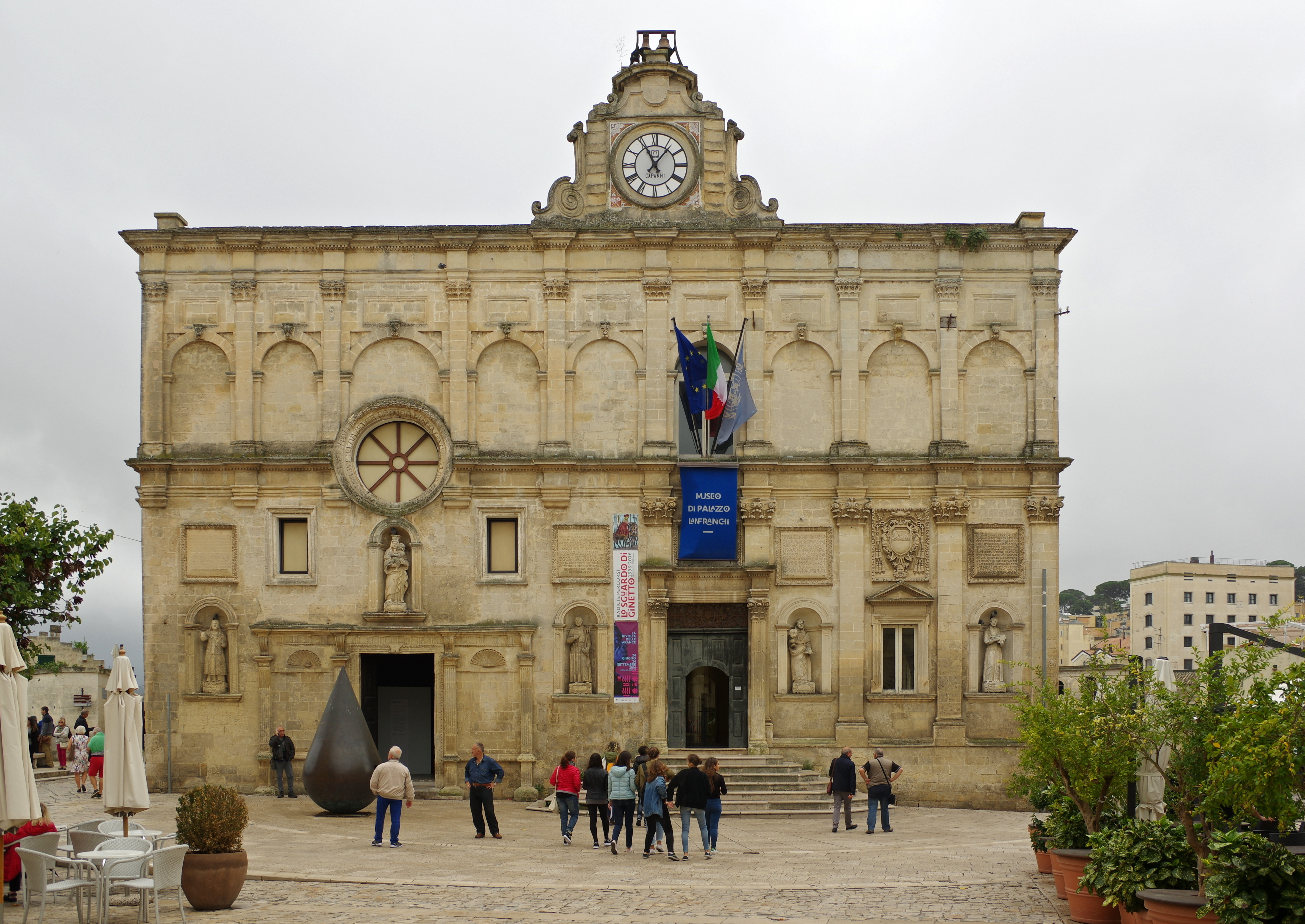
Palazzo Lanfranchi
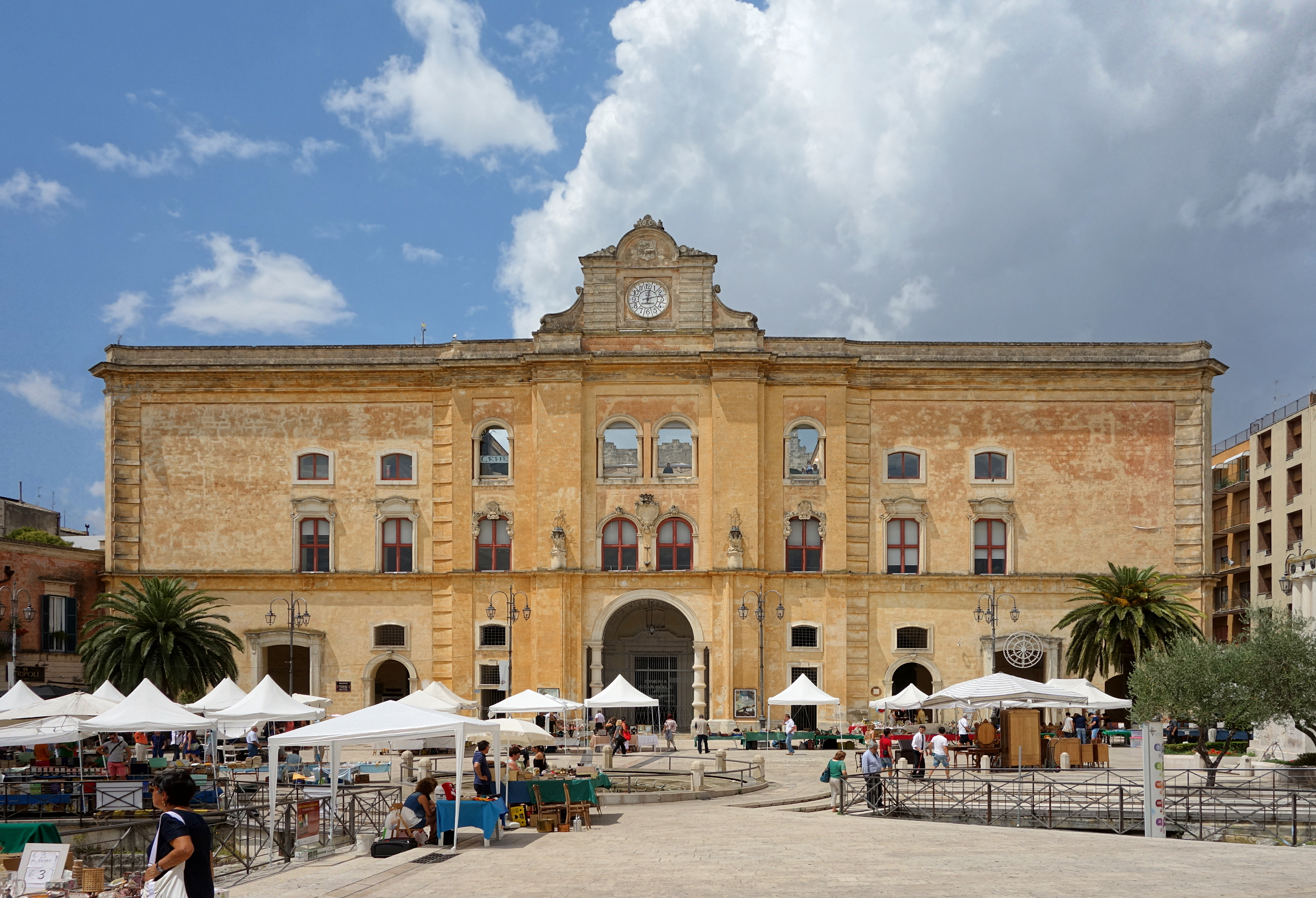
Palazzo dell'Annunziata

## Demografía
| Gráfica de evolución demográfica de Matera entre 1861 y 2008 |
|                                                              |
| Fuente ISTAT - elaboración gráfica de Wikipedia              |

## Cultura

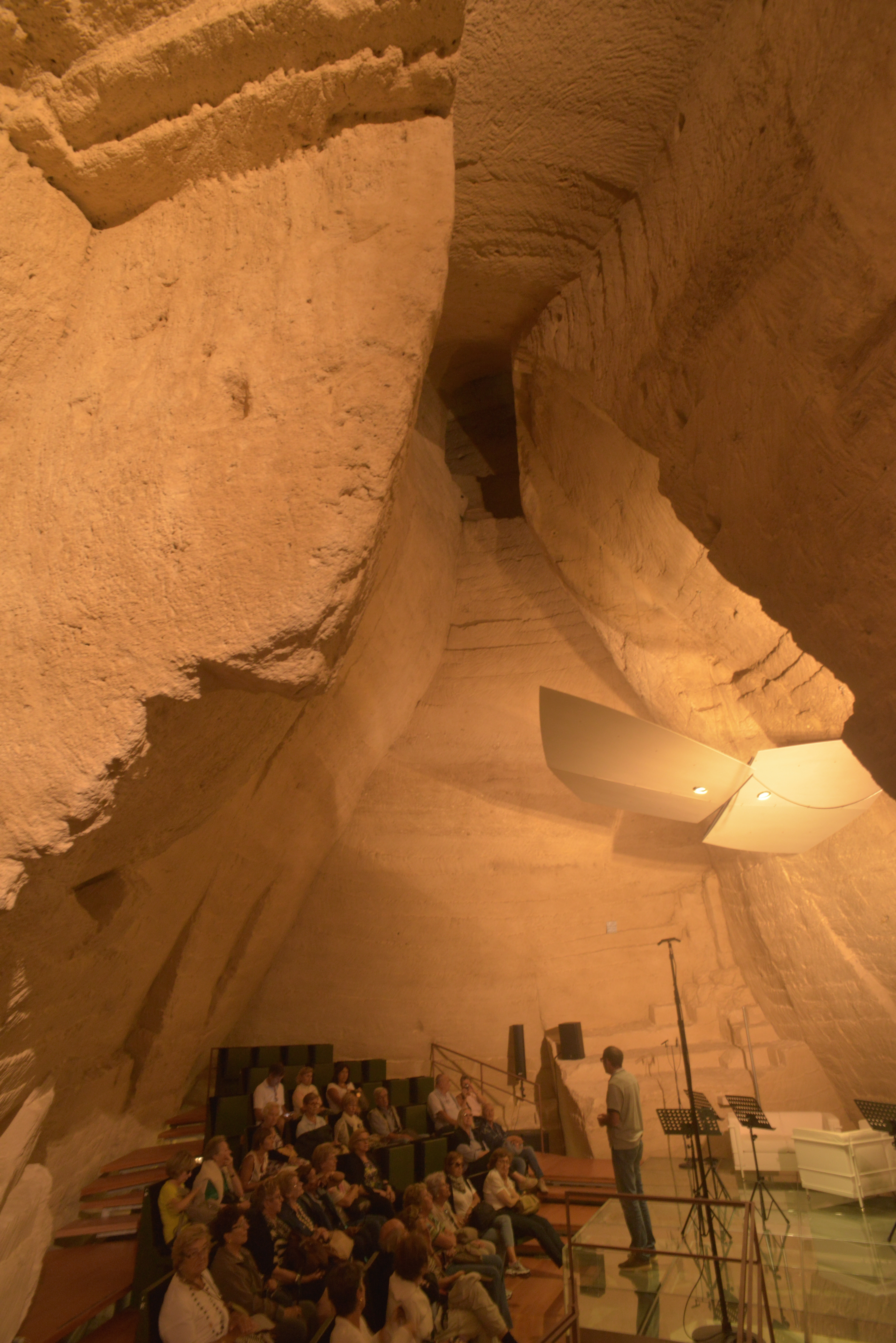
Auditorio en la Casa cava

Debido al antiguo y primitivo escenario en los sassi y sus alrededores, se ha usado por los cineastas como escenario para la antigua Jerusalén. En Matera se han filmado las siguientes películas sobre los tiempos bíblicos: 
- El Evangelio según San Mateo, de Pier Paolo Pasolini (1964).
- Rey David, de Bruce Beresford  (1985).
- La Pasión de Cristo, de Mel Gibson (2004).
- Mary, de Abel Ferrara (2005).
- The Nativity Story, de Catherine Hardwicke (2006).
- The Young Messiah, de Cyrus Nowrasteh (2016).
- Ben-Hur, de Timur Bekmambetov (2016)

Otras películas famosas filmadas en la ciudad son:
- La Lupa (La Maldecida, en Argentina), de Alberto Lattuada (1953)
- Viva l'Italia!, de Roberto Rossellini (1961)
- Made in Italy, de Nanni Loy (1965)
- C'era una volta, de Francesco Rosi (1967)
- Non si sevizia un Paperino, de Lucio Fulci (1972)
- Allonsanfan, de Paolo y Vittorio Taviani (1973)
- El árbol de Guernica, de Fernando Arrabal (1975)
- Cristo se paró en Éboli de Francesco Rosi (1979)
- Tre fratelli, de Francesco Rosi (1981)
- El sol también sale de noche, de Paolo y Vittorio Taviani (1990)
- L'uomo delle stelle, de Giuseppe Tornatore (1995)
- La profecía, de John Moore (2006)
- Wonder Woman, de Patty Jenkins (2017)
- Sin tiempo para morir, de Cary Fukunaga (2020)

## Capital Europea de la Cultura
| Predecesor: Leeuwarden Valletta | Capital Europea de la Cultura junto con Plovdiv 2019 | Sucesor: Rijeka Galway |